# Oglasa microsema
Oglasa microsema là một loài bướm đêm trong họ Noctuidae.